# 流山市消防本部
流山市消防本部（ながれやまししょうぼうほんぶ）は、千葉県流山市の消防部局（消防本部）。管轄区域は流山市全域。

## 概要
- 消防本部：流山市三輪野山1-994
- 管内面積：35.28km2
- 職員定数：180人
- 消防署4カ所
- 主力機械（2019年4月1日現在）
  - 普通消防ポンプ自動車：4
  - 水槽付消防ポンプ自動車：4
  - はしご付消防自動車：1
  - 化学消防自動車：1
  - 高規格救急自動車：6
  - 指揮車：1
  - 救助工作車：1
  - 大型水槽車：1
  - 資機材搬送車：1
  - 指令車：1
  - 連絡車：7
  - 査察車：1
  - 査察調査車：1
  - 指導車：1
  - 起震車：1

【主力機械に関する参考文献：令和元年版消防年報（流山市消防本部）】

## 沿革
- 1966年
  - 4月1日　流山町消防団常備部を廃止し、流山町消防本部及び流山町消防署を開設する。
  - 12月1日　江戸川台分遣所を開設する。
- 1967年
  - 1月1日　市制を施行し流山市となる。流山市消防本部及び流山市消防署に改称する。
  - 12月25日　東部分遣所を開設する。
- 1968年11月1日　救急業務を開始する。
- 1974年5月24日　消防本部及び消防署庁舎が竣工する。
- 1978年1月1日　流山市消防音楽隊が発足する。
- 1982年4月1日　南部分遣所を開設する。
- 1985年4月1日　江戸川台分遣所が北分署に昇格する。
- 1988年4月1日　東部分遣所が東分署に昇格する。
- 1991年4月1日　南部分遣所が南分署に昇格する。
- 1996年4月1日　高規格救急車を本格的に運用する。
- 2002年4月1日　北分署が北消防署に昇格し、2署体制となる。流山市消防署を中央消防署に改称する。
- 2003年4月1日　松戸市消防局内に設けた千葉北西部消防指令センターに通信指令業務を委託する[1]。
- 2009年4月1日　東分署が東消防署に、南分署が南消防署に昇格する。

## 組織
- 本部 - 消防総務課、予防課、指令課
- 消防署

## 消防署
| 消防署     | 住所          |
| ---------- | ------------- |
| 中央消防署 | 三輪野山1-994 |
| 北消防署   | 美原2-139-1   |
| 東消防署   | 前ヶ崎449-1   |
| 南消防署   | 南流山3-9-6   |